# Europa Cup (mannenhandbal) 1992/93
De European Champions Cup 1992/93 was de drieëndertigste editie van de hoogste handbalcompetitie voor clubs in Europa. In 1992 is de Europese Handbalfederatie (EHF) opgericht. De Europese handbalfederatie zal in het seizoen 1993/94 de competitie overnemen onder de naam EHF Champions League.

## Nieuwe leden ven hetEHF
Na de val van het communistische in Europa, begonnen met de val van de Berlijnse Muur op 9 november 1989 en volledige uiteenval van de Sovjet-Unie, is het aantal landen binnen de Europese Handbalfederatie (EHF) toegenomen.
| Voormalige landen | West-Duitsland | Duitse Democratische Republiek |
| Nieuwe landen     | Duitsland      | Duitsland                      |
| ----------------- | -------------- | ------------------------------ |
| Lid van EHF sinds | 3 oktober 1990 | 3 oktober 1990                 |

| Voormalige landen | Joegoslavië  | Joegoslavië  | Joegoslavië      | Joegoslavië           | Joegoslavië  |
| Nieuwe landen     | Kroatië      | Slovenië     | Macedonië        | Bosnië en Herzegovina | Joegoslavië  |
| ----------------- | ------------ | ------------ | ---------------- | --------------------- | ------------ |
| Lid van EHF sinds | 25 juni 1991 | 25 juni 1991 | 8 september 1991 | 1 maart 1992          | 1 maart 1992 |

| Voormalige landen | Sovjet-Unie      | Sovjet-Unie      | Sovjet-Unie      | Sovjet-Unie      | Sovjet-Unie      | Sovjet-Unie      | Sovjet-Unie      | Sovjet-Unie      | Sovjet-Unie      |
| Nieuwe landen     | Armenië          | Azerbeidzjan     | Estland          | Georgië          | Letland          | Litouwen         | Rusland          | Oekraïne         | Wit-Rusland      |
| ----------------- | ---------------- | ---------------- | ---------------- | ---------------- | ---------------- | ---------------- | ---------------- | ---------------- | ---------------- |
| Lid van EHF sinds | 26 december 1991 | 26 december 1991 | 26 december 1991 | 26 december 1991 | 26 december 1991 | 26 december 1991 | 26 december 1991 | 26 december 1991 | 26 december 1991 |

| Voormalige landen | Tsjecho-Slowakije | Tsjecho-Slowakije |
| Nieuwe landen     | Tsjechië          | Slowakije         |
| ----------------- | ----------------- | ----------------- |
| Lid van EHF sinds | 31 december 1992  | 31 december 1992  |

## Deelnemers
| Eerste ronde | Eerste ronde |
| --- | --- |
| - Kyndil Tórshavn: Kampioen van Faeröer - RK Zamet: Nummer 2 van Kroatië | - RK Celje: Kampioen van Slovenië - Tryst 77 HC: Kampioen van Verenigd Koninkrijk |
| Tweede ronde | |
| - Olse Merksem HC: Kampioen van België - Belassitza Petritch: Kampioen van Bulgarije - SPE Strovolos Nicosie: Kampioen van Cyprus - GOG Handbold: Kampioen van Denemarken - SG Wallau/Massenheim: Kampioen van Duitsland - BK-46 Karis: Kampioen van Finland - Vénissieux: Kampioen van Frankrijk - Shevardeni STU Tbilisi: Kampioen van Georgië - Ionikós door Néa Filadélfia: Kampioen van Griekenland - Elektromos SE: Kampioen van Hongarije - FH Hafnarfjörður: Kampioen van IJsland - Maccabi Rishon LeZion: Kampioen van Israël - SSV Forst Brixen: Kampioen van Italië - Badel 1862 Zagreb: Kampioen van Kroatië - HK Dio: Kampioen van Letland | - HB Dudelange: Kampioen van Luxemburg - E&O Emmen: Kampioen van Nederland - IF Urædd Porsgrunn: Kampioen van Noorwegen - SKA Kiev: Kampioen van Oekraïne - UHK Volksbank Wenen: Kampioen van Oostenrijk - GSK Wybrzeże Gdańsk: Kampioen van Polen - ABC Braga: Kampioen van Portugal - Universitatea Craiova: Kampioen van Roemenië - SKIF Krasnodar: Kampioen van Rusland - FC Barcelona: kampioen van Spanje - Dukla Praag: Kampioen van Tsjecho-Slowakije - Halkbank Ankara: Kampioen van Turkije - Ystads IF: Kampioen van Zweden - Pfadi Winterthur: Kampioen van Zwitserland |

## Kwalificatieronde
| Team 1      | Score   | Team 2          | 1       | 2       |
| ----------- | ------- | --------------- | ------- | ------- |
| RK Celje    | 36 - 35 | RK Zamet        | 25 - 17 | 11 - 18 |
| Tryst 77 HC | 00 - 20 | Kyndil Tórshavn | 00 - 10 | 00 - 10 |

Note: Opmerking: Tryst 77 HC heeft zich teruggetrokken, dus Kyndil Torshavn is gekwalificeerd voor de tweede ronde.

## Hoofdtoernooi

### Eerste ronde
| Team 1                | Score   | Team 2                      | 1       | 2       |
| --------------------- | ------- | --------------------------- | ------- | ------- |
| RK Celje              | 35 - 43 | Badel 1862 Zagreb           | 18 - 17 | 17 - 26 |
| Maccabi Rishon LeZion | 42 - 41 | HB Dudelange                | 20 - 14 | 22 - 27 |
| ABC Braga             | 43 - 41 | Pfadi Winterthur            | 20 - 18 | 23 - 23 |
| SSV Forst Brixen      | 58 - 48 | E&O Emmen                   | 30 - 23 | 28 - 25 |
| Olse Merksem HC       | 30 - 42 | Vénissieux                  | 13 - 18 | 17 - 24 |
| Elektromos SE         | 52 - 41 | Belassitza Petritch         | 27 - 25 | 25 - 16 |
| IF Urædd Porsgrunn    | 44 - 45 | GOG Handbold                | 23 - 25 | 21 - 20 |
| FC Barcelona          | 61 - 26 | Ionikós door Néa Filadélfia | 34 - 11 | 27 - 15 |
| Ystads IF             | 44 - 43 | BK-46 Karis                 | 23 - 19 | 21 - 24 |
| Kyndil Tórshavn       | 40 - 56 | FH Hafnarfjörður            | 20 - 27 | 20 - 29 |
| UHK Volksbank Wenen   | 37 - 55 | SG Wallau/Massenheim        | 19 - 20 | 18 - 35 |
| Dukla Praag           | 44 - 39 | Halkbank Ankara             | 22 - 18 | 22 - 21 |
| SKIF Krasnodar        | 52 - 33 | HK Dio                      | 23 - 14 | 29 - 19 |
| Granitas Kaunas       | 53 - 38 | Shevardeni STU Tbilisi      | 25 - 21 | 28 - 17 |
| SPE Strovolos Nicosie | 52 - 65 | Universitatea Craiova       | 22 - 34 | 30 - 31 |
| GSK Wybrzeże Gdańsk   | 36 - 41 | SKA Kiev                    | 20 - 16 | 16 - 25 |

### Laatste 16
| Team 1               | Score   | Team 2                | 1       | 2       |
| -------------------- | ------- | --------------------- | ------- | ------- |
| Badel 1862 Zagreb    | 62 - 44 | Maccabi Rishon LeZion | 30 - 24 | 32 - 20 |
| ABC Braga            | 45 - 38 | SSV Forst Brixen      | 25 - 16 | 20 - 22 |
| Vénissieux           | 46 - 41 | Granitas Kaunas       | 26 - 17 | 20 - 24 |
| Elektromos SE        | 47 - 43 | SKIF Krasnodar        | 24 - 15 | 23 - 28 |
| GOG Handbold         | 59 - 47 | SKA Kiev              | 40 - 18 | 19 - 29 |
| FC Barcelona         | 54 - 42 | Dukla Praag           | 32 - 19 | 22 - 23 |
| FH Hafnarfjörður     | 56 - 48 | Ystads IF             | 28 - 26 | 28 - 22 |
| SG Wallau/Massenheim | 47 - 43 | Universitatea Craiova | 24 - 15 | 23 - 28 |

### Kwartfinale
| Team 1               | Score   | Team 2           | 1       | 2       |
| -------------------- | ------- | ---------------- | ------- | ------- |
| Badel 1862 Zagreb    | 47 - 43 | ABC Braga        | 26 - 23 | 21 - 20 |
| Vénissieux           | 42 - 41 | Elektromos SE    | 20 - 14 | 22 - 27 |
| FC Barcelona         | 49 - 34 | GOG Handbold     | 27 - 13 | 22 - 21 |
| SG Wallau/Massenheim | 49 - 43 | FH Hafnarfjörður | 30 - 24 | 19 - 19 |

### Halve finale
| Team 1               | Score   | Team 2            | 1       | 2       |
| -------------------- | ------- | ----------------- | ------- | ------- |
| Vénissieux           | 37 - 50 | Badel 1862 Zagreb | 19 - 23 | 18 - 27 |
| SG Wallau/Massenheim | 46 - 45 | FC Barcelona      | 24 - 20 | 22 - 25 |

### Finale
| Datums            | Team 1               | Score   | Team 2               | Locatie                                |
| ----------------- | -------------------- | ------- | -------------------- | -------------------------------------- |
| 23 mei 1993       | Badel 1862 Zagreb    | 22 - 17 | SG Wallau/Massenheim | Zagreb, Kroatië                        |
| 30 mei 1993       | SG Wallau/Massenheim | 22 - 18 | Badel 1862 Zagreb    | Festhalle Frankfurt, Frankfurt am Main |
| Totaal            |                      |         |                      |                                        |
| Badel 1862 Zagreb | Badel 1862 Zagreb    | 40 - 39 | SG Wallau/Massenheim | SG Wallau/Massenheim                   |

|                   |
|                   |
| Badel 1862 Zagreb |
| 2de titel         |